# Heart of the Hurricane
Heart of the Hurricane je třetí studiové album německé symfonicmetalové hudební skupiny Beyond the Black. Vydáno bylo 30. srpna 2018 společností Napalm Records a jeho producentem byl německý hudebník Sascha Paeth. Zpěvačka Jennifer Haben začala písně skládat v létě roku 2017, zároveň požádala nové členy skupiny o nápady. Na psaní skladeb se tak kromě ní podíleli též její noví spoluhráči; kytarista Christian Hermsdörfer a baskytarista Stefan Herkenhoff. Název desky dle Haben odkazuje na historii kapely, pro ní totiž změny v sestavě „znamenaly obrovskou bouři, takový nebezpečný hurikán“.
Deska debutovala na pátém místě v německé hitparádě Media Control Charts, dostala se též do švýcarského žebříčku Schweizer Hitparade (14. místo) či do rakouské Ö3 Austria Top 40 (28. místo). Robert Čapek, redaktor magazínu Spark označil desku jako „výtečnou“ a uvedl, že skupina „správně naplnila potenciál“. Recenzent s přezdívkou Savapip z hudebního serveru metalforever.info napsal, že jde o „velmi dobře poslouchatelné album s dobrými melodickými nápady, výbornou produkcí a maximálně koukatelnou zpěvačkou.“ Dle jeho slov se ovšem nejedná o zázrak, Beyond the Black totiž podle něj mají větší potenciál.

## Seznam skladeb
| Pořadí         | Název                   | Délka |
| -------------- | ----------------------- | ----- |
| 1.             | Hysteria                | 04:37 |
| 2.             | Heart of the Hurricane  | 03:39 |
| 3.             | Through the Mirror      | 03:34 |
| 4.             | Million Lightyears      | 04:42 |
| 5.             | Song for the Godless    | 05:09 |
| 6.             | Escape from the Earth   | 03:08 |
| 7.             | Beneath a Blackened Sky | 05:07 |
| 8.             | Fairytale of Doom       | 04:43 |
| 9.             | My God Is Dead          | 05:01 |
| 10.            | Dear Death              | 04:09 |
| 11.            | Scream for Me           | 04:04 |
| 12.            | Freedom                 | 03:44 |
| 13.            | Breeze                  | 03:51 |
| 14.            | Echo from the Past      | 05:31 |
| 15.            | Parade                  | 03:41 |
| Celková délka: | Celková délka:          | 64:40 |

## Obsazení
- Jennifer Haben – zpěv
- Tobi Lodes – kytara
- Christian Hermsdörfer – kytara
- Jonas Roßner – klávesy
- Stefan Herkenhoff – basová kytara
- Kai Tschierschky – bicí

Technická podpora
- Sascha Paeth – produkce